# Wioślarstwo na Igrzyskach Śródziemnomorskich 2005
Wioślarstwo na Igrzyskach Śródziemnomorskich 2005 odbywało się w dniach 30 czerwca – 2 lipca 2005 roku. Zawodnicy obojga płci rywalizowali łącznie w ośmiu konkurencjach na Canal de Cuevas del Almanzora.

## Podsumowanie

### Klasyfikacja medalowa
| Klasyfikacja medalowa | Klasyfikacja medalowa | Klasyfikacja medalowa | Klasyfikacja medalowa | Klasyfikacja medalowa | Klasyfikacja medalowa |
| Miejsce               | państwo               | Złoto                 | Srebro                | Brąz                  | Razem                 |
| --------------------- | --------------------- | --------------------- | --------------------- | --------------------- | --------------------- |
| 1                     | Włochy                | 4                     | 1                     | 2                     | 7                     |
| 2                     | Francja               | 2                     | 2                     | 0                     | 4                     |
| 3                     | Grecja                | 1                     | 2                     | 0                     | 3                     |
| 4                     | Chorwacja             | 1                     | 0                     | 0                     | 1                     |
| 5                     | Turcja                | 0                     | 2                     | 1                     | 3                     |
| 6                     | Serbia i Czarnogóra   | 0                     | 1                     | 0                     | 1                     |
| 7                     | Słowenia              | 0                     | 0                     | 2                     | 2                     |
| 7                     | Hiszpania             | 0                     | 0                     | 2                     | 2                     |
| 9                     | Egipt                 | 0                     | 0                     | 1                     | 1                     |
| Razem                 | Razem                 | 8                     | 8                     | 8                     | 24                    |

### Medaliści
| Konkurencja                      | 1. miejsce                                         | 2. miejsce                                     | 3. miejsce                                    |
| Mężczyźni                        | Mężczyźni                                          | Mężczyźni                                      | Mężczyźni                                     |
| -------------------------------- | -------------------------------------------------- | ---------------------------------------------- | --------------------------------------------- |
| Jedynka                          | Simone Raineri                                     | Nikola Stojić                                  | Davor Mizerit                                 |
| Dwójka podwójna                  | Włochy · Alessio Sartori · Matteo Stefanini        | Turcja · Saim Kaya · Sami Kaya                 | Słowenia · Rok Kolander · Matej Prelog        |
| Dwójka bez sternika              | Włochy · Luca Agamennoni · Dario Lari              | Grecja · Janis Christu · Nikolaos Pagounis     | Egipt · Mohamed Gomaa · El Bakry Yehia        |
| Jedynka wagi lekkiej             | Fabrice Moreau                                     | Mete Yeltepe                                   | Lorenzo Bertini                               |
| Dwójka podwójna wagi lekkiej     | Grecja · Wasilis Polimeros · Nikolaos Skiathitis   | Francja · Frédéric Dufour · Arnaud Pornin      | Włochy · Leonardo Pettinari · Nicola Moriconi |
| Dwójka bez sternika wagi lekkiej | Francja · Jean-Christophe Bette · Franck Solforosi | Włochy · Catello Amarante · Salvatore Amitrano | Turcja · Ihsan Emre Vural · Ahmet Yumrukaya   |
| Kobiety                          |                                                    |                                                |                                               |
| Jedynka                          | Elisabetta Sancassani                              | Caroline Delas                                 | Nuria Domínguez Asensio                       |
| Jedynka wagi lekkiej             | Mirna Ralje                                        | Chrisi Biskidzi                                | Teresa Mas De Xaxars                          |